# Trisectricestelling van Morley

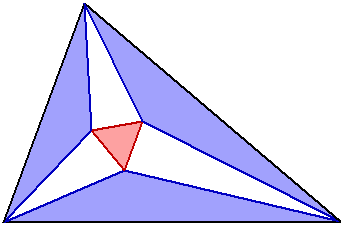
De driehoek van Morley

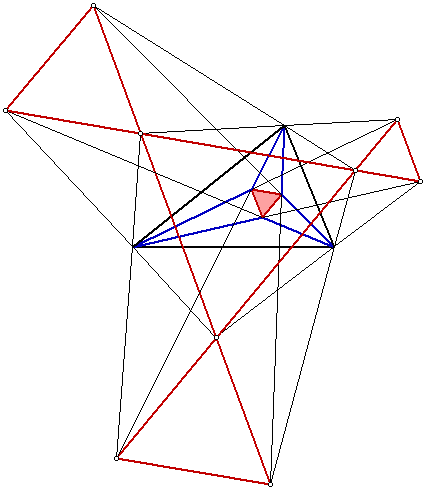
Meer driehoeken van Morley

De trisectricestelling van Morley luidt:
Maak in een driehoek de lijnen die de hoeken van die driehoek in drie gelijke delen verdelen, de trisectrices. Neem bij elke zijde vanuit de hoekpunten de twee aanliggende trisectrices en daarvan hun snijpunt. De drie snijpunten vormen dan een gelijkzijdige driehoek, de driehoek van Morley.
Frank Morley bewees deze stelling in 1899. De stelling is uit te breiden door in plaats van de trisectrices van de binnenhoek, de trisectrices van de buitenhoek te nemen. Door verschillende combinaties te gebruiken zijn 18 driehoeken van Morley te vormen, waarvan enkele in de nevenstaande figuur staan.
De Franse wiskundige Pierre Wantzel bewees in 1837 dat de driedeling van de hoek met alleen passer en liniaal onmogelijk is.

## Eigenschappen van de driehoek van Morley
- Een lijn {\displaystyle \ell } is evenwijdig met een zijde van de driehoek van Morley dan en slechts dan als de som van de gerichte hoeken

{\displaystyle \angle (\ell ,BC)+\angle (\ell ,AC)+\angle (\ell ,AB)\equiv 0\left(\mod \pi \right)}
- De barycentrische coördinaten van de hoekpunten van de driehoek van Morley zijn:

{\displaystyle A'=\left(a:b\cos \left({\frac {\gamma }{3}}\right):c\cos \left({\frac {\beta }{3}}\right)\right),}
{\displaystyle B'=\left(a\cos \left({\frac {\gamma }{3}}\right):b:c\cos \left({\frac {\alpha }{3}}\right)\right),}
{\displaystyle C'=\left(a\cos \left({\frac {\beta }{3}}\right):b\cos \left({\frac {\alpha }{3}}\right):c\right).}
- Het zwaartepunt van deze gelijkzijdige driehoek wordt het eerste morleypunt genoemd. Het is het driehoekscentrum met kimberlingnummer X(356). Het heeft barycentrische coördinaten

{\displaystyle \left(a\left(\cos \left({\frac {\alpha }{3}}\right)+\cos \left({\frac {\beta }{3}}\right)\cos \left({\frac {\gamma }{3}}\right)\right):b\left(\cos \left({\frac {\beta }{3}}\right)+\cos \left({\frac {\alpha }{3}}\right)\cos \left({\frac {\gamma }{3}}\right)\right):c\left(\cos \left({\frac {\gamma }{3}}\right)+\cos \left({\frac {\alpha }{3}}\right)\cos \left({\frac {\beta }{3}}\right)\right)\right).}
- De driehoek van Morley is perspectief met ABC, zoals alle jacobi-driehoeken. Het perspectiviteitscentrum wordt het tweede morleypunt genoemd, met kimberlingnummer X(357, en heeft barycentrische coördinaten

{\displaystyle \left(\sin \alpha \sec \left({\frac {\alpha }{3}}\right):\sin \beta \sec \left({\frac {\beta }{3}}\right):\sin \gamma \sec \left({\frac {\gamma }{3}}\right)\right).}

### Lengte van de zijde
Als we R schrijven voor de straal van de omgeschreven cirkel, dan is de lengte van de zijden van de driehoek van Morley gelijk aan:
{\displaystyle 8R\sin {\frac {\alpha }{3}}\sin {\frac {\beta }{3}}\sin {\frac {\gamma }{3}}}